# Paul Kelly (australischer Musiker)

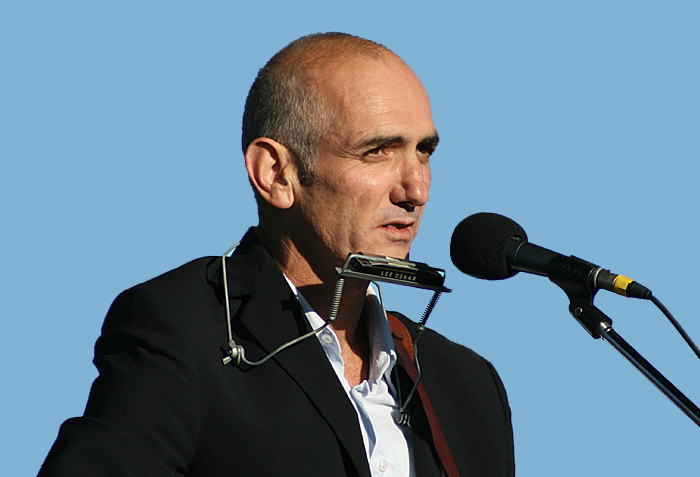
Paul Kelly (2007)

Paul Maurice Kelly (* 13. Januar 1955 in Adelaide, South Australia) ist ein australischer Singer-Songwriter.

## Biografie
Nach seiner Schulzeit zog Kelly durch Australien und verdiente sich Geld mit Gelegenheitsjobs. Er begann mit dem Gitarrespielen und mit 19 Jahren hatte er seinen ersten öffentlichen Auftritt in Tasmanien. 1976 zog es ihn nach Melbourne, wo er sich erst als Sänger einer Band anschloss und dann mit Paul Kelly & the Dots eine eigene Band hatte. Anfang der 80er nahmen sie zwei Alben auf und hatten mit Billy Baxter/Hard Knocks einen einzigen Singlehit, bevor sich die Gruppe auflöste.
Nach zwei Jahren mit neuer Band, aber ohne Plattenvertrag, ging er 1984 nach Sydney und nahm dort auf eigene Kosten die LP Post auf, die unter seinem Namen erschien. Die Abkehr vom gitarrenlastigen Bandrock hin zur melancholisch-akustischen Songwriter-Musik war sofort von Erfolg gekrönt. Das Album wurde von der Musikpresse gelobt und konnte sich auch in den australischen Charts platzieren.
Danach formierte er wieder eine Begleitband, die Coloured Girls, die später zu den Messengers wurden, und es folgte das Album Gossip. Es wurde mit Gold ausgezeichnet und erreichte die Album-Top-10. Außerdem wurde es in den USA veröffentlicht, wo Paul Kelly & the Messengers zuerst als Vorband von Crowded House und dann auf einer eigenen Tour Auftritte absolvierten. Von den drei Singles aus dem Album konnte sich Darling It Hurts auch in den US-Rockcharts platzieren (Platz 19). Noch erfolgreicher war das nachfolgende Platin-Album Under the Sun, das mit To Her Door seinen bislang einzigen Top-10-Singlehit hervorbrachte. Der Song Dumb Things wurde in den Soundtrack der australischen Filmkomödie Einstein Junior aufgenommen und war ihr zweiter Rockhit in den USA (Platz 16).
Musikalisch entwickelte sich Paul Kelly zum Geschichtenerzähler, der auch australische Themen aufnahm und sich mit den Ureinwohnern des Kontinents, den Aborigines, befasste. Bis 1991 entstanden fünf Alben mit den Messengers, die sich alle in den australischen Top 40 platzieren konnten. Nach fünf Jahren löste Kelly die Band auf, weil er befürchtete, sich musikalisch auf Dauer auf eingefahrene Wege zu begeben.
1991 arbeitete er mit Aborigine-Musikern wie Archie Roach zusammen und war an der ursprünglichen Version des späteren weltweiten Hits Treaty von Yothu Yindi beteiligt. Im Jahr darauf schrieb er Musik für eine Theateraufführung, an der er auch selbst als Schauspieler teilnahm. Weitere Musik für Film und Fernsehen folgte. Daneben erschienen zwei Live- und zwei Solo-Studioalben, die auch in Neuseeland erfolgreich waren. Zudem versuchte er auch als Solist in den USA Fuß zu fassen und lebte längere Zeit in den Staaten.
Das erste Greatest-Hits-Album Songs from the South erschien 1997 und war mit Platz 2 in Australien und Doppel-Platin für mehr als 140.000 verkaufte Exemplare seine erfolgreichste Platte. Im selben Jahr wurde er bei den ARIA Awards, dem Musikpreis der australischen Plattenindustrie, als bester männlicher Künstler ausgezeichnet und in die ARIA Hall of Fame aufgenommen.
In den folgenden Jahren veröffentlichte er zahlreiche weitere Soloalben und immer wieder auch CDs mit anderen Musikern zusammen. Daneben schrieb und produzierte er auch für andere Künstler. Unter anderem war er auch am 7. Juli 2007 auf dem Live-Earth-Konzert in Sydney vertreten. Erstmals 1993 und seitdem in aktualisierten Neuauflagen erschienen seine gesammelten Songtexte auch in Buchform.

## Diskografie

### Studioalben
| Jahr | Titel                          | Höchstplatzierung, Gesamtwochen, AuszeichnungChartplatzierungen (Jahr, Titel, Platzierungen, Wochen, Auszeichnungen, Anmerkungen) | Höchstplatzierung, Gesamtwochen, AuszeichnungChartplatzierungen (Jahr, Titel, Platzierungen, Wochen, Auszeichnungen, Anmerkungen) | Anmerkungen                                          |
| Jahr | Titel                          | AU | NZ | Anmerkungen                                          |
| ---- | ------------------------------ | --- | --- | ---------------------------------------------------- |
| 1981 | Talk                           | — | — | Paul Kelly & the Dots                                |
| 1982 | Manila                         | — | — | Paul Kelly & the Dots                                |
| 1985 | Post                           | — | — |                                                      |
| 1987 | Gossip                         | — | NZ34 (4 Wo.)NZ | Paul Kelly & the Coloured Girls                      |
| 1988 | Under the Sun                  | — | NZ25 (9 Wo.)NZ | Paul Kelly & the Messengers                          |
| 1989 | So Much Water So Close to Home | AU10 (10 Wo.)AU | NZ26 (7 Wo.)NZ | Paul Kelly & the Messengers                          |
| 1991 | Comedy                         | AU12 (12 Wo.)AU | NZ24 (5 Wo.)NZ | Paul Kelly & the Messengers                          |
| 1992 | Hidden Things                  | AU29 (6 Wo.)AU | NZ39 (2 Wo.)NZ | Paul Kelly & the Messengers                          |
| 1994 | Wanted Man                     | AU11 (10 Wo.)AU | NZ19 (7 Wo.)NZ |                                                      |
| 1995 | Deeper Water                   | AU40 (3 Wo.)AU | NZ30 (2 Wo.)NZ |                                                      |
| 1998 | Words and Music                | AU17 Gold · (10 Wo.)AU | NZ44 (2 Wo.)NZ | Verkäufe: + 35.000                                   |
| 1999 | Smoke                          | AU36 Gold · (4 Wo.)AU | — | Verkäufe: + 35.000; mit Uncle Bill                   |
| 2001 | ... Nothing but a Dream        | AU7 Gold · (11 Wo.)AU | NZ46 (2 Wo.)NZ | Verkäufe: + 35.000                                   |
| 2004 | Ways & Means                   | AU13 Gold · (6 Wo.)AU | NZ46 (2 Wo.)NZ |                                                      |
| 2005 | Foggy Highway                  | AU22 Gold · (8 Wo.)AU | NZ46 (2 Wo.)NZ | Paul Kelly & the Stormwater Boys; Verkäufe: + 35.000 |
| 2007 | Stolen Apples                  | AU8 Gold · (11 Wo.)AU | NZ46 (2 Wo.)NZ | Verkäufe: + 35.000                                   |
| 2012 | Spring & Fall                  | AU8 Gold · (4 Wo.)AU | — | Verkäufe: + 35.000                                   |
| 2014 | The Merri Soul Sessions        | AU17 (8 Wo.)AU | — |                                                      |
| 2016 | Seven Sonnets and a Song       | AU9 (4 Wo.)AU | — |                                                      |
| 2016 | Death’s Dateless Night         | AU16 (3 Wo.)AU | — | mit Charlie Owen                                     |
| 2017 | Life Is Fine                   | AU1 Gold · (25 Wo.)AU | — | Verkäufe: + 35.000                                   |
| 2018 | Nature                         | AU1 (10 Wo.)AU | NZ40 (1 Wo.)NZ |                                                      |
| 2019 | Thirteen Ways to Look at Birds | AU43 (1 Wo.)AU | — | mit James Ledger                                     |
| 2020 | Forty Days                     | — | — |                                                      |
| 2020 | Please Leave Your Light On     | AU3 (4 Wo.)AU | — | mit Paul Grabowsky                                   |
| 2021 | Paul Kelly’s Christmas Train   | AU1 (10 Wo.)AU | — |                                                      |
| 2024 | Fever Longing Still            | AU3 (… Wo.)AU | — | Erstveröffentlichung: 1. November 2024               |

### Livealben
| Jahr | Titel          | Höchstplatzierung, Gesamtwochen, AuszeichnungChartplatzierungen (Jahr, Titel, Platzierungen, Wochen, Auszeichnungen, Anmerkungen) | Höchstplatzierung, Gesamtwochen, AuszeichnungChartplatzierungen (Jahr, Titel, Platzierungen, Wochen, Auszeichnungen, Anmerkungen) | Anmerkungen                       |
| Jahr | Titel          | AU | NZ | Anmerkungen                       |
| ---- | -------------- | --- | --- | --------------------------------- |
| 2013 | Goin’ Your Way | AU5 Gold · (19 Wo.)AU | — | mit Neil Finn; Verkäufe: + 35.000 |

Weitere Livealben
- 1992: Live, May 1992
- 1996: Live at the Continental and the Esplanade

### Kompilationen
| Jahr | Titel                                             | Höchstplatzierung, Gesamtwochen, AuszeichnungChartplatzierungen (Jahr, Titel, Platzierungen, Wochen, Auszeichnungen, Anmerkungen) | Höchstplatzierung, Gesamtwochen, AuszeichnungChartplatzierungen (Jahr, Titel, Platzierungen, Wochen, Auszeichnungen, Anmerkungen) | Anmerkungen         |
| Jahr | Titel                                             | AU | NZ | Anmerkungen         |
| ---- | ------------------------------------------------- | --- | --- | ------------------- |
| 1997 | Paul Kelly’s Greatest Hits / Songs from the South | AU2 ×4Vierfachplatin · (45 Wo.)AU                                                                                                 | NZ17 (6 Wo.)NZ | Verkäufe: + 280.000 |
| 2008 | Songs from the South Vol. 1 & 2                   | AU22 ×2Doppelplatin · (25 Wo.)AU                                                                                                  | — | Verkäufe: + 140.000 |
| 2019 | Songs from the South: 1985–2019                   | AU1 (17 Wo.)AU | — |                     |

Weitere Kompilationen
- 2008: Songs from the South Vol. 2 (AU: Gold)

### Singles
| Jahr | Titel Album                              | Höchstplatzierung, Gesamtwochen, AuszeichnungChartplatzierungen (Jahr, Titel, Album, Platzierungen, Wochen, Auszeichnungen, Anmerkungen) | Höchstplatzierung, Gesamtwochen, AuszeichnungChartplatzierungen (Jahr, Titel, Album, Platzierungen, Wochen, Auszeichnungen, Anmerkungen) | Anmerkungen                                       |
| Jahr | Titel Album                              | AU | NZ | Anmerkungen                                       |
| ---- | ---------------------------------------- | --- | --- | ------------------------------------------------- |
| 1989 | Dumb Things Under the Sun                | AU36 ×5Fünffachplatin · (7 Wo.)AU | — | Paul Kelly & the Coloured Girls                   |
| 1989 | Sweet Guy So Much Water So Close to Home | — | NZ39 (2 Wo.)NZ | Paul Kelly & the Messengers                       |
| 2000 | Roll on Summer Roll on Summer EP         | AU36 (7 Wo.)AU | — |                                                   |
| 2019 | How to Make Gravy How to Make Gravy EP   | AU34 ×4Vierfachplatin · (5 Wo.)AU | — | veröffentlicht 1996; Charteinstieg im Januar 2019 |

Weitere Singles (Auswahl)
- 1980: Billy Baxter / Hard Knocks (Paul Kelly & the Dots)
- 1985: From St Kilda to Kings Cross (AU: Gold)
- 1986: Before Too Long / White Train (Paul Kelly & the Coloured Girls, AU: ×2Doppelplatin )
- 1986: Darling It Hurts / Preaching to the Converted (Paul Kelly & the Coloured Girls, AU: Gold)
- 1986: Leaps and Bounds (AU: Platin)
- 1987: To Her Door / Bicentennial (Paul Kelly & the Coloured Girls, AU: ×8Achtfachplatin )
- 1989: Careless (AU: Gold)
- 1992: Rock’n’ Soul / Reckless (Paul Kelly & the Messengers)
- 1993: From Little Things Big Things Grow (AU: Platin)
- 1995: Deeper Water (AU: Platin)
- 2010: Four Seasons in One Day (mit Angus Stone, AU: Gold)
- 2017: Firewood and Candles (AU: Gold)

### Videoalben
- 2008: Live Apples (AU: Gold)
- 2013: Goin’ Your Way (mit Neil Finn) (AU: Platin)

## Werke
- Don’t Start Me Talking, Lyrics 1984-2004. Allen & Unwin, Sydney 2004, ISBN 1-74114-317-9.
- How to Make Gravy: A to Z, a Mongrel Memoir, Penguin 2011, ISBN 978-1-926428-22-2.